# Valentin (rivière)
Pour les articles homonymes, voir Valentin.
Le Valentin est un ruisseau qui traverse le département des Pyrénées-Atlantiques et un affluent du gave d'Ossau dans le bassin versant de l'Adour.

## Hydronymie
L'hydronyme Valentin apparaît sous les formes :
- lo Balandrii (1443[2], règlement de la Cour Majour[3]),
- lo Balentii (1538[2], réformation de Béarn[4]) et
- le Balantin (1727[2], dénombrement d'Espalungune (village de Laruns)[5]).

## Géographie
D'une longueur de 14,3 kilomètres et drainant un bassin versant de 48 km², il prend sa source sur la commune d'Eaux-Bonnes (Pyrénées-Atlantiques) en amont du lac d'Uzious, entre le Pic d'Anglas et la Hourquette d'Arre.

### Haute vallée du Valentin (de la source àGourette)

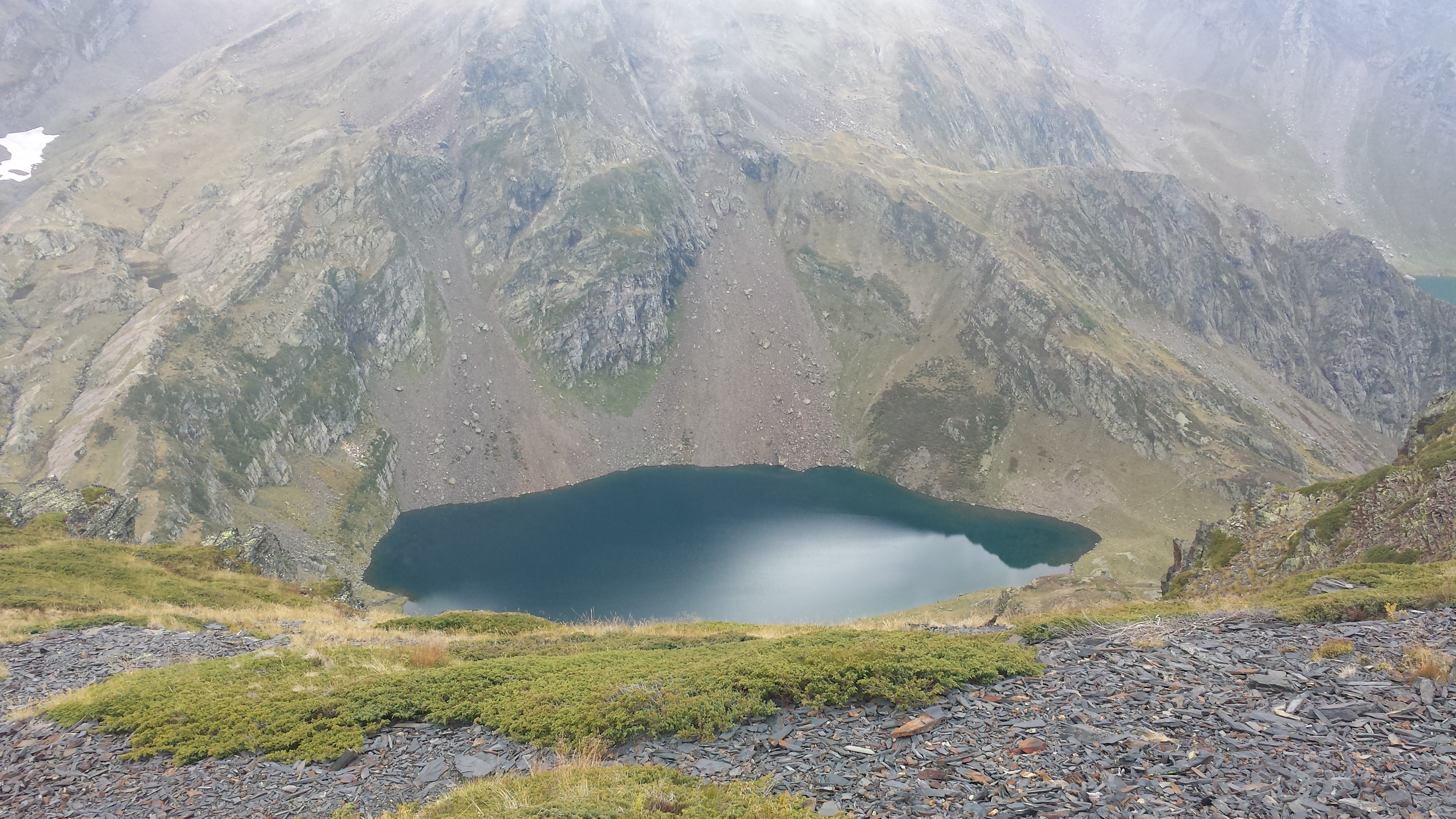
Le lac d'Uzious

Les terrains de l'amont du cours d'eau sont essentiellement des formations pélitiques et gréseuses. De sa source, il se dirige vers l'est, et se jette dans le lac d'Uzious où il reçoit les eaux parvenant du lac du Lavedan. Les eaux du lac d'Uzious se déchargent ensuite par le nord, par une cascade dans une ancienne cuvette glaciaire, où le ruisseau d'Anglas, via la cascade du même nom vient décharger les eaux du lac d'Anglas. Plus en aval et toujours en direction du nord, il reçoit les eaux du ruisseau de Louesque parvenant du cirque du même nom où se situent les lacs de Louesque. Le torrent poursuit sa course dans le Plaa de Batch - zone de faible pente (3% en moyenne) sur 500m de long - avant de rentrer dans de petites gorges calcaires karstiques dans le bois de Saxe où il se dirige vers l'ouest. Au sortir de ce bois, et après avoir reçu les eaux du ruisseau du Cardet, le cours d'eau est canalisé et traverse le village de Gourette en galeries souterraines, desquelles il ressort par la cascade du Ley.

### Basse vallée du Valentin (du Ley àLaruns)

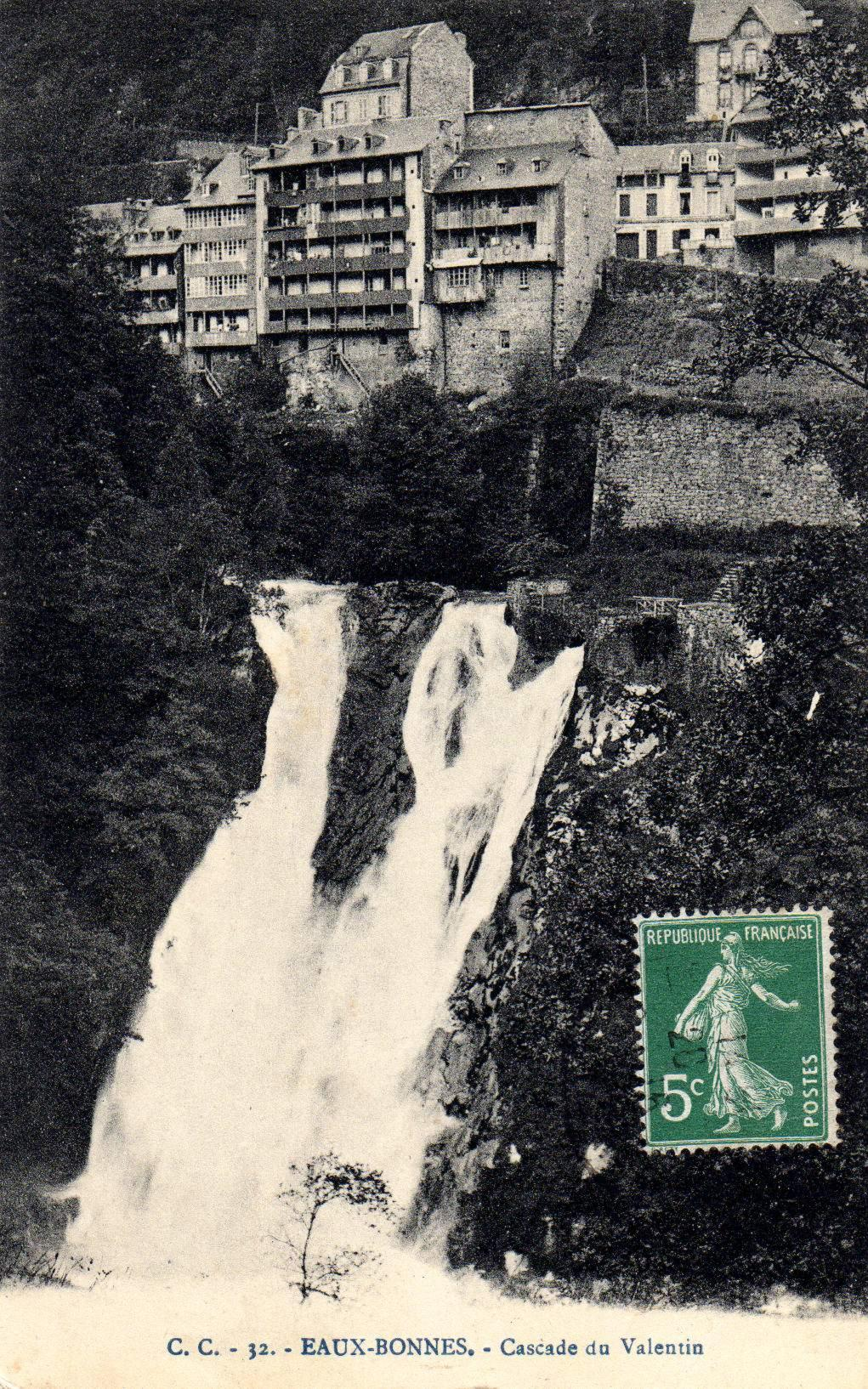
Cascade du Valentin en 1910, avant son exploitation hydro-électrique

Arrivé dans sa basse vallée, le Valentin poursuit sa course entre une ombrée et une soulane typiques où il reçoit les eaux des ravins d'Arriou, de Jeffra et d'Ors. Il reçoit les eaux du ravin d'Esperra en rive gauche, puis forme une nouvelle cascade : celle dite du Gros Hêtre. Après cette dernière, il reçoit les eaux du Cély et du Portaig en rive droite, puis traverse le bourg des Eaux-Bonnes où se situe la cascade du Valentin. Juste après, il y reçoit les eaux de la Sourde qui traversent le bourg. Ensuite, il continue sa course vers l'ouest, reçoit les eaux du ruisseau de Bellevue en rive gauche, et après avoir servi de limite communale entre les Eaux-Bonnes et Laruns, se jette dans le gave d'Ossau au sein de cette dernière commune.

### Communes et cantons traversés
Le Valentin est entièrement béarnais, il traverse deux communes de la Vallée d'Ossau : dans le sens amont vers aval : Eaux-Bonnes (source) et Laruns (confluence). Sur la commune d'Eaux-Bonnes, le Valentin traverse le village de Gourette.
Soit en termes de cantons, le Valentin prend source et conflue dans le canton de Laruns.

## Affluents
Au long de son parcours, le Valentin a plusieurs affluents qui coulent sur la seule commune des Eaux-Bonnes, ici de l'aval vers l'amont :
- le ruisseau de Bellevue (rg) ;
- le ruisseau de la Sourde (rg) 4.8km ;
- le ruisseau de Portaig (rd) 1,2 km ;
- le ruisseau le Cély (rd) 3,7 km ;
- le ruisseau des Blanques (rd) 1km ;
- le ravin d'Esperra (rg) ;
- le ravin d'Arriou (rd) :
- le ravin de Jeffra (rd) :
- le ravin d'Ors (rd) ;
- le ruisseau du Cardet (rd) ;
- le ravin des Iris (rd) ;
- le ravin d'Esquerra (rd) ;
- le ruisseau de Louesque (rd) 2,5 km ;
- le ruisseau d'Anglas (rg) ;
- le ruisseau du Lavedan (rd) ;

## Risques
Le bassin versant du Valentin, outre le fait d'être exposé aux risques d'avalanche et de glissements de terrain (comme celui du Cély) est fortement concerné par le risque inondation. En effet, le parcours du Valentin est rythmé par de fortes pentes et des replats permettant l'occurrence de débordements sévères en cas d'événements météorologiques. Ainsi, des secteurs très exposés sont ceux du Ley et de Gourette. En effet, la station de ski est traversée par une galerie souterraine sur une longueur d'environ 370 m. Le Valentin s'y engouffre par un entonnement surplombant un parking, avec un déversoir sous-dimensionné. Le 14 juin 2018, un événement conjuguant fortes pluie et fonte importante des neiges a provoqué ainsi l'inondation de la station de ski.